# 비코피사노
비코피사노(이탈리아어: Vicopisano)는 이탈리아 토스카나주 피사도에 위치한 코무네(지자체)로, 피렌체에서 서쪽으로 약 50 km 그리고 피사에서 동쪽 약 15 km 거리에 있다. 과거에 아르노강의 유역이 위치했던 곳에 자리 잡았으며 (현재는 남쪽에서 몇 km 떨어진 곳에서 흐른다), 북쪽에서 시작되는 피사노산에 의해 경계가 이뤄져 있다.

## 역사
중세 때 비코피사노는 피사 공화국의 번성하는 요새화 된 중심 도시이었다. 1406년에 피렌체에 정복되었다. 도시에 위치한 성 ('Rocca Nuova')은 1434년에 필리포 브루넬레스키가 지은 것이다. 피에베 디 산타 마리아는 로마네스크 양식으로 세워진 12세기 교구 교회이다.

## 지리
비코피사노는 다음의 지자체들과 경계를 맞닿고 있다: 비엔티나, 부티, 칼치, 칼치나이아, 카시나, 산줄리아노테르메. 비코피사노는 다음의 소 마을 (프라치오네)를 포함한다: 카르프로나, 쿠칠리아나, 루냐노, 노체, 산조반니알라베나, 울리베토테르메.

## 경제
이곳의 경제 활동에는 도자기 제조, 기계 산업 (피아지오), 생수 병입 산업이 포함된다. 농업은 올리브유, 곡물을 기반으로 한다.

## 주요 관광지
- 브루넬레스키 성 (Brunelleschi Rocca) - 12세기의 로마네스크 양식의 부속 성당이 위치함
- 12개의 중세 탑
- '피에베 디 산타 마리아' (Pieve di Santa Maria, 12세기) - 13세기 프레스코 존재.
- '피에베 디 산 야코포'(Pieve di San Jacopo)
- '프레토리오 궁전' (Palazzo Pretorio, 12세기)
- '베키아 포스타 궁전' (Palazzo della Vecchia Posta, 12세기)
- '페어 저택' (Villa Fehr)

## 갤러리

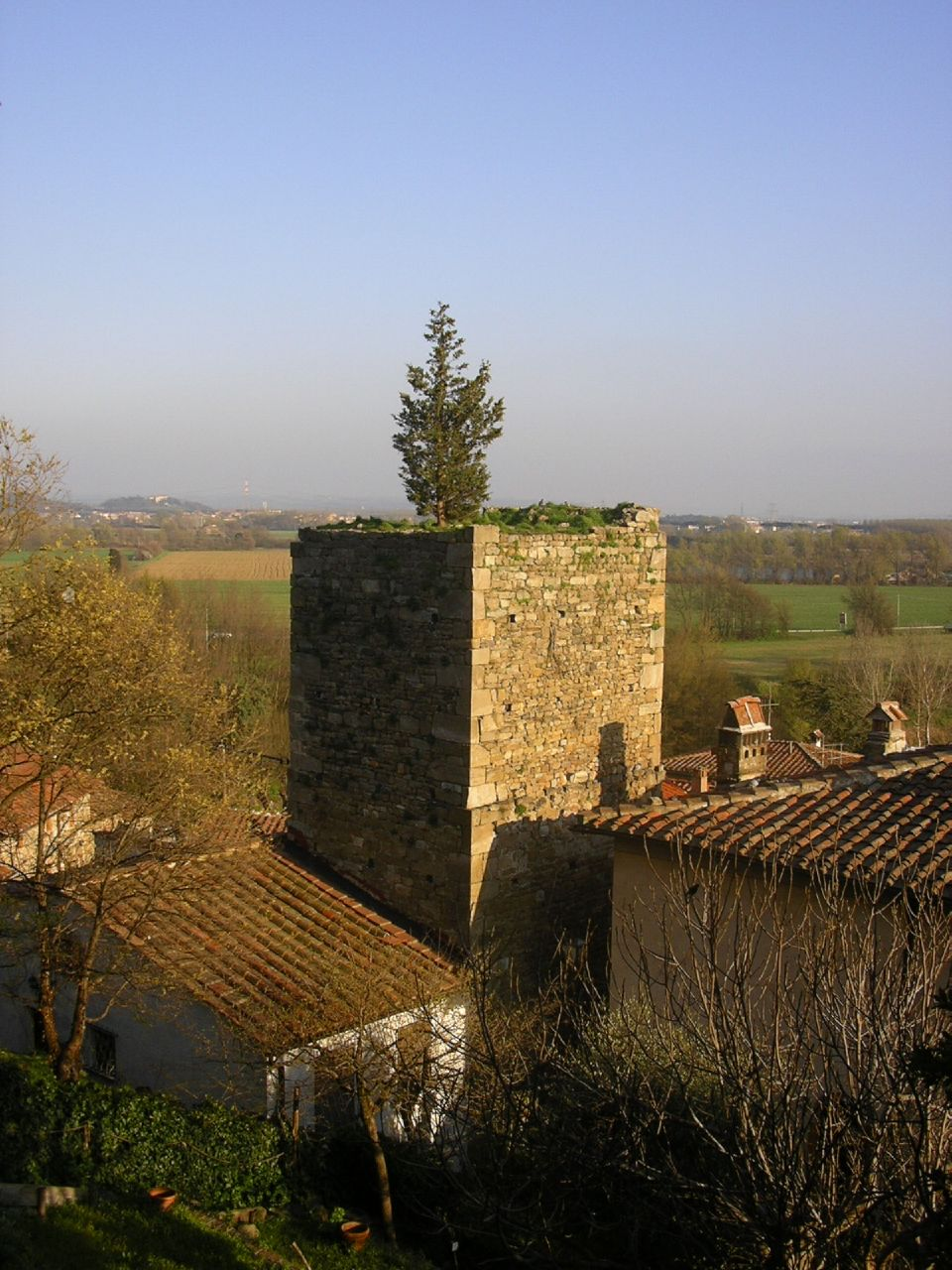
비코피사노의 탑 중 하나
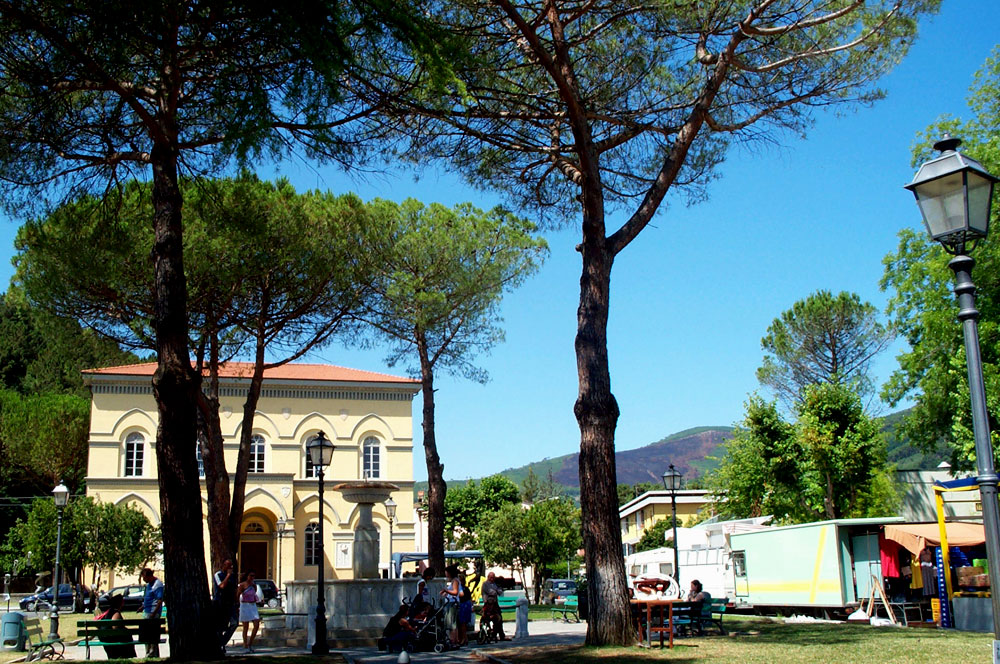
도시 광장

## 주요 인물
- 도메니코 카발카 (1270년-1342년) - 작가